# Reloaded (álbum de Alexz Johnson)
Reloaded es un remix del álbum Voodoo de la cantante Alexz Johnson por Demo Castellion. Fue lanzado el 26 de abril de 2011 junto con el primer sencillo Boogie Love, el segundo sencillo Look At Those Eyes fue lanzado el 29 de marzo de 2011.
El video oficial de Look At Those Eyes se estrenó en octubre del mismo año y se les permitió a los fanes descargar el sencillo gratis a través de la página oficial de la disquera InDiscover, donando un centavo (USD) por cada descarga a la organización STOMPout Bullying.

## Lista de canciones
| N.º | Título | Duración |  |